# Pannónia Ház
A váci főtér keleti házsorában áll a Pannónia Ház néven ismert emeletes klasszicizáló barokk épület. Uradalmi kocsma volt az 1700-as évek elején (első írásos emléke 1718-ból való), később az Aranyszarvashoz címzett vendégfogadóként működött. Társadalmi eseményeknek adott helyet, színtársulatokat fogadott, falai közt játszott vándorszínész korában Petőfi Sándor is. A Pannónia név már a későbbi kereskedőház időszakából származik. Az elmúlt évtizedekben számos intézmény használta; 2009 és 2013 között itt működött a Váci Értéktár Közérdekű Muzeális Gyűjtemény. 2013-tól 2020-ig a váci Tragor Ignác Múzeum kiállítóhelyeként működött. 2021-től a Madách Imre Művelődési Központ üzemelteti közérdekű muzeális kiállítóhelyként, 2022-től pedig a művelődési központ tagintézményeke, rendezvény-helyszíne.

## Az épület története
A Pannónia Ház az egykor itt működött szállóról kapta a nevét. Helyén a középkorban két telek állt, amelyek nyomát két pince őrzi, egyikben a 15. században épített boltíves pincelejáróval. A két telek a 18. században a Váci egyházmegye tulajdonába került, az egyesített telkeken a püspökség építtette fel a mai épület elődjét. A század végén itt működött az uradalmi kocsma és az Aranyszarvas névre keresztelt vendégfogadó. Az épület földszintjén kereskedés, majd kávéház is működött, emeletén bálterem volt, ahol bálok, mulatságok mellett színházi előadásokat is tartottak, Petőfi Sándor is megfordult itt. A püspöki uradalom 1889-ben adta el az épületet, amely ezt követően is szállodaként és vendéglőként üzemelt, de nevét Pannónia Házra változtatták. Az első világháború után itt volt a székhelye a Váci Városfejlesztő Részvénytársaság bor-, sör- és szeszkereskedelmi vállalatának, amely 1925-től Pannónia bor-, sör- és szeszkereskedelmi vállalat Tragor Ignác és Tsa. néven működött tovább.
A második világháború után az emeleten helyezték el a Lőwy Sándor kultúrotthont, a földszintre pedig a Kőbányai Sörgyár irodái és raktára költözött. 1958-ban az emeleti nagyteremben mozit alakítottak ki. 1980/85-ben az épületet felújították és átépítették, illetve bővítették.

## A muzeális intézmény gyűjteményei

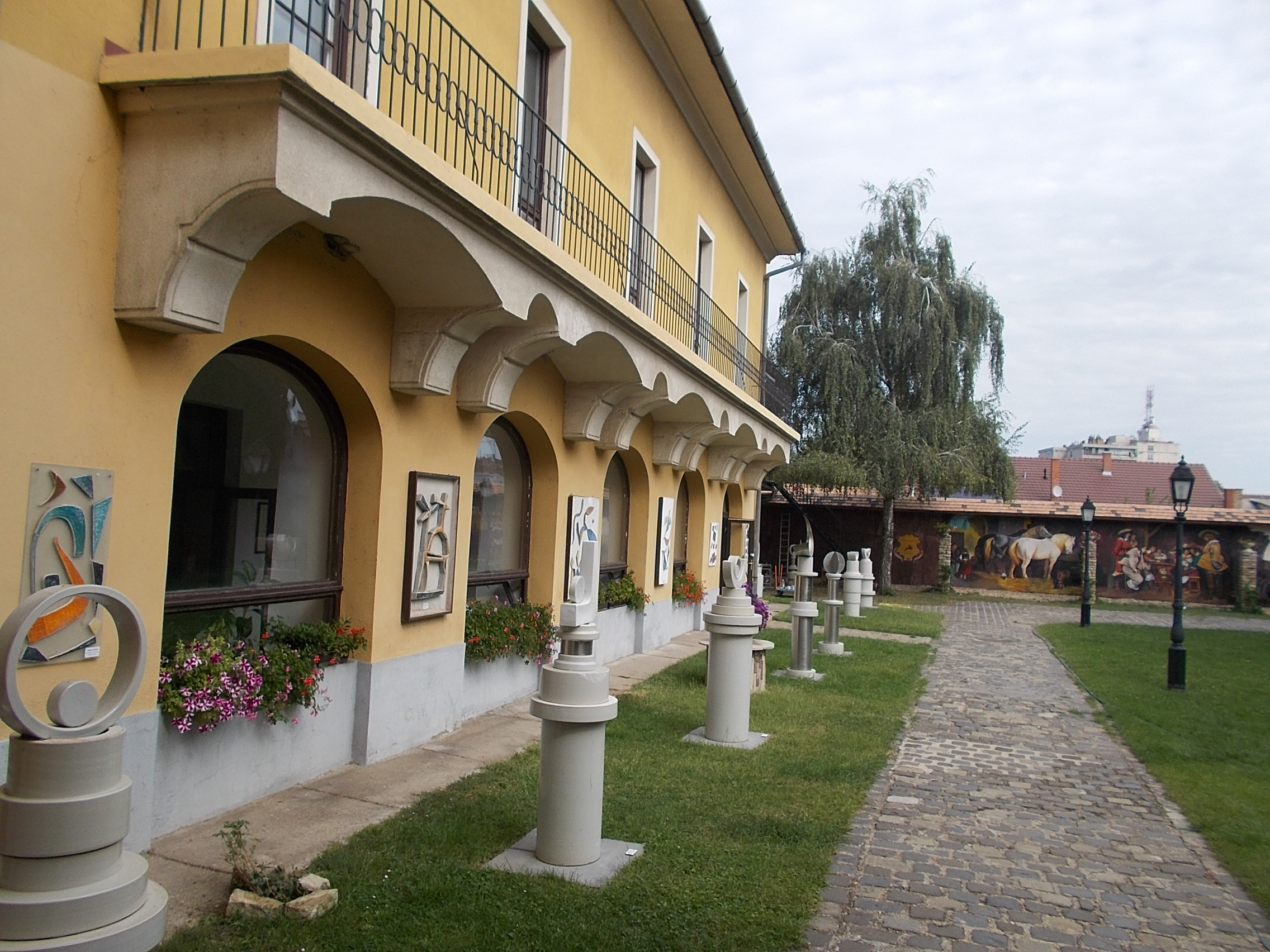
A Pannónia Ház udvara

### A Hincz-hagyaték
Hincz Gyula (1904-1986) kétszeres Munkácsy Mihály-díjas, Kossuth-díjas, érdemes és kiváló művész 1980-ban ajánlotta fel 107 alkotását Vác városának. A kollekció sorsáról folyó tárgyalások során megállapodás született, hogy a város a felajánlott művekből állandó kiállítást létesít, és a gyűjtemény kezelését a Pest Megyei Múzeumok Igazgatóságára (PMMI) bízza. A kiállítás helyszínéül a Lőwy Sándor (ma Káptalan) utca 16. számú házat jelölték ki, az épület belsőépítészeti átalakításának terveit Hincz útmutatásai alapján Szrogh György állami díjas építész készítette. Az 1983-ban megnyílt kiállítás – a Hincz újabb felajánlásainak köszönhetően tovább bővült gyűjteményből – 147 alkotást mutatott be. Az 1980-as, 1990-es években a gyűjteményt a váci Vak Bottyán (ma: Tragor Ignác) Múzeum, később a váci Értéktár gondozta, jelenleg pedig a Pannónia Ház Közérdekű Muzeális Kiállítóhely kezeli.
Hincz Gyula 1986-ban bekövetkezett halála után, az örökösök – elsősorban unokaöccse, Hincz Jenő – jóvoltából a gyűjtemény további több száz alkotással bővült, így ma már mintegy 1700 festményt, egyedi és sokszorosított grafikát, illusztrációt, kerámiát, valamint kisplasztikát tartalmaz.
A gyűjtemény 2021-től nem látogatható.[forrás?]

### A Gádor-hagyaték
Gádor István (1891-1984) kétszeres Kossuth-díjas keramikus életmű-kiállítása, Gádor Magda, Nagy Sándor, Hincz Gyula és Gorka Géza műveinek kíséretében. 
Gádor István halálát követően a mintegy 1200 alkotást számláló hagyatékot gondozását Vác Város Önkormányzata vette át, és azt a PMMI Vak Bottyán Múzeum kezelésébe adta. A gyűjteményt a Hincz-hagyatékhoz hasonlóan 2009-ben vette át a Váci Értéktár, 2013-tól pedig a váci Tragor Ignác Múzeum kezeli.
2021-től a gyűjtemény nem látogatható.[forrás?]

### Öntöttvas gyűjtemény
A gyűjtemény alapját Berczelly Attila váci gyűjteménye képezi. Berczelly az 1990-es évek eleje óta foglalkozott öntöttvas tárgyak gyűjtésével, melyek kezdetben otthonában, majd Zebegényben, Kehidakustányban és végül újra Vácott voltak megtekinthetők. Vác városa 2007-ben a gyűjtőtől vásárolta meg a gyűjteményt, amelyeknek gondozását 2010-ben a Váci Értéktár, 2013-ban pedig a Pannónia Ház vette át.
A gyűjtemény több mint 400 kulturális tárgyat tartalmaz, amelyek között kisplasztikák, dísztálak és különböző díszített használati tárgyak (tükör- és képtartók, tintatartók, hamutálak stb.), lakásfelszerelési tárgyak (falikarok, törülközőtartó, virágállványok, kályhák, kályhalapok stb.), háztartási eszközök (lábosok, fazekak, mozsarak, melegítők, szeletelő, vasaló stb.), továbbá sírlapok, sírkeresztek és corpusok fordulnak elő. A gyűjtemény tehát – az építészeti öntvények kivételével – a nem ipari öntöttvas kisöntvények szinte teljes termékskáláját reprezentálja. A gyűjtemény ugyanakkor nem hozható kizárólagos összefüggésbe valamelyik magyarországi öntödével, vagy a vaskohászat valamelyik hagyományos magyarországi, illetve külföldi központjával. Németországi, csehországi, ausztriai, oroszországi és magyarországi műöntvények egyaránt találhatók az anyagban, amely ezáltal átfogó képet nyújt az 1850-1950 közötti öntöttvasművesség történetéről.

### Sajdik-gyűjtemény
2021. július 22-én az épületben nyílt meg Sajdik Ferenc Kossuth- és Munkácsy-díjas grafikus, karikaturista életmű kiállítása. A Ludas Matyi hetilap legendás rajzolója, Csukás István népszerű mesefiguráinak életre keltője, Pom Pom és Gombóc Artúr megformálója, a 91 éves művész az ünnepélyes megnyitón úgy fogalmazott: nagyon jó érzés számára, hogy méltó környezetbe kerültek a képei. A patinás, több mint 300 éves épületben négy teremben kapott helyet a közel 150, eredeti alkotásból álló gyűjtemény. 